# Байжанов, Сапар Байжанович
Сапар Байжанович Байжанов (19 ноября 1930, ныне а. Шайкорык Жамбылского района Жамбылской области — 4 мая 1999, Алма-Ата) — советский и казахстанский писатель, журналист, кандидат филологических наук (1974).

## Биография
В 1952 году окончил отделение журналистики Казахского государственного университета. 
В 1952—1964 годах работал в газ «Лениншіл жас» (ныне «Жас Алаш»), в журнале «Мәдениет және тұрмыс» - главный редактор (ныне «Парасат»), в 1964—1973 — в аппарате ЦК КП Казахстана, в 1973—1983 — главный редактор газеты «Социалистік Қазақстан» (ныне «Егемен Қазақстан»), в 1983—1994 — начальник Главного архивного Управления Кабинета министров КазССР.
Перу Байжанова принадлежат произведения «Жаңа леп», «Құрыш зергерлері», «Ақ маржан», «Сұңқар көңіл самғайды», "Ұлыма хат",  "Бес қиян - бес дәптер", "Замандас тұралы толғау", и другие. Награждён орденами «Дружбы народов» и «Знак Почёта», медалями.

## Семья
Дети:
- Байжанов, Улан Сапарович (род. 1958) — заместитель министра государственных доходов Республики Казахстан (ныне пенсионер).
- Байжанов, Ерлан Сапарович (род. 1962) — казахстанский политический деятель.
- Байжанов Нурлан Сапарович (род. 1959) — финансист.
- Сапарова Назым (род. 1964) — журналист, писатель.

## Память
14 апреля 2000 года Алматинская казахская школа № 162 получила имя Сапара Байжанова.
Одна из улиц Алматы получила его имя.

## Сочинения
- Замандас туралы толғау. А., 1973;
- Архив-айғақ. А., 1988;
- Абай және архив. А., 1995;
- Қажыға барған қазақтар (Қ.Исабаевпен бірігіп жазған). А., «Ана тілі», 1996;
- Алакөбеде оят мәні. Роман. «Жазушы», 2000.